# I’m Sorry I Haven’t a Clue
I’m Sorry I Haven’t a Clue (deutsch: Tut mir leid, ich hab’ keine Ahnung), manchmal mit ISIHAC oder einfach Clue abgekürzt, ist eine Radio-Comedy des BBC, die seit dem 11. April 1972 gesendet wird. Seitdem liefen mehrere Staffeln im Jahr, die auf BBC Radio 4, BBC Radio 7 und dem World Service der BBC ausgestrahlt wurden. Die Show, die mit „the antidote to panel games“ (das Gegengift zu Spielshows) eröffnet wird, besteht aus zwei Teams von insgesamt vier Comedians, denen ein Spielleiter alberne Aufgaben gibt.
Die Sendung wurde als eine Parodie zu den damals allgegenwärtigen Radio-Spielshows konzipiert und enthält Elemente, die solche Shows satirisch verarbeiten.

## Geschichte
I’m Sorry I Haven’t a Clue entwickelte sich aus der lange laufenden Radio-Sketch-Show I’m Sorry, I’ll Read That Again. Die Autoren der Show – John Cleese, Jo Kendall, David Hatch, Bill Oddie, Tim Brooke-Taylor und Graeme Garden – meinten, dass es eine Menge Mühe sei, eine Radioserie zu schreiben, die so wenig honoriert wurde, und kamen so auf die Idee, eine Show ohne Skript zu machen. Es wurde entschieden, dass es in der Form einer parodistischen Spielshow umgesetzt werden sollte, mit Garden, Brooke-Taylor, Oddie und Kendall als Spieler und dem gelegentlichen Auftreten von anderen Mitspielern. Humphrey Lyttelton, der zuvor als Jazz-Trompeter bekannt geworden war, wurde als Gastgeber ausgewählt, weil die anderen meinten, dass die improvisierende Rolle die neue Show zu einem Äquivalent von Jazz machen würde.
Die Pilotfolge begann damit, dass Graeme Garden und Jo Kendall die Worte von Three Blind Mice zu der Melodie von Ol’ Man River sangen, gefolgt von Bill Oddie und Tim Brooke-Taylor, die den Text von Sing a Song of Sixpence zur Melodie von These Foolish Things zum Besten gaben. Dave Lee spielte das Klavier, und einige Spielrunden wurden von kurzen musikalischen Phrasen eingeleitet. Andere Runden enthielten "dialogue read in a specific accent" (ein Dialog, in einem besonderen Akzent gelesen) und „songs sung as animals“ (Lieder, von Tieren gesungen).
Einige frühe Folgen der Serie, die erste eingeschlossen, wurden routinemäßig in den späten 1970ern vernichtet. Durch den BBC's Treasure Hunt-Aufruf nach fehlendem Material tauchten einige Episoden in Form von Radiomitschnitten von Hörern wieder auf.
In den frühen Jahren wechselten sich Lyttelton und Barry Cryer in der Rolle des Spielleiters ab, aber von der zweiten Staffel an übernahm Lyttelton die Rolle Vollzeit und Cryer ersetzte Jo Kendall als Spieler. 1974 wurde Bill Oddie von  Willie Rushton ersetzt, aber die Spieler blieben im Großen und Ganzen bis zu Rushtons Tod 1996 die gleichen. Seitdem ist der vierte Sitz am Spieltisch nie permanent besetzt worden, sondern wurde seitdem von einer Vielzahl von Comedians eingenommen.
Im Laufe der Zeit hat sich die Show eine große und ergebene Anhängerschaft aufgebaut, mit über 2 Millionen Hörern auf Radio 4 und füllt über 1500 Theaterplätze in einer Woche. Mindestens eine Aufnahme für die Frühjahrsstaffel 2006 füllte die Plätze innerhalb von drei Stunden des Ticketverkaufs und die Londoner Aufnahme für die Herbststaffeln desselben Jahres war innerhalb von zehn Minuten ausverkauft. Obwohl zwölf Clue-Shows pro Jahr ausgestrahlt werden (sechs im Frühjahr und sechs im Herbst), sind diese das Ergebnis von nur sechs Aufnahmeterminen, da zwei Sendungen an einem Termin aufgenommen werden. Die Show wurde zur lustigsten Radiosendung nach The Goon Show gewählt. Sie hat auch eine große Anhängerschaft unter professionellen Comedians wie Armando Iannucci, der es ablehnte, in der Show aufzutreten, weil er lieber ein Zuhörer bleiben wollte. Jack Dee erklärte in der Sonderausgabe I’m Sorry I Haven’t a Desert Island (Tut mir leid, ich habe keine einsame Insel), dass er nicht in Clue auftreten wolle, weil seine Stimme die Show verderben würde. Seitdem ist er als Mitspieler aufgetreten.
Gelegentlich hat das Programm Sondersendungen ausgestrahlt, u. a.:
- Everyman’s Guide to Mornington Crescent (19. Juni 1986) (Staffel 12)
- I’m Sorry I Haven’t a Desert Island: Celebrity Selections (11. Januar 1999) (Staffel 32)
- 30th Anniversary Special (13. April 2002) (Staffel 38)
- I’m Sorry I Haven’t A Christmas Carol (25. Dezember 2003) (Staffel 42, einstündiges Komödien-Special)
- In Search of Mornington Crescent (24. Dezember 2005)

### Auszeichnungen
Die Sendung hat den Gold Sony Radio Comedy Award dreimal gewonnen:
- 1995 – I’m Sorry I Haven’t A Clue
  - mit Humphrey Lyttelton, Barry Cryer, Graeme Garden, Tim Brooke-Taylor und Willie Rushton
- 2002 – I’m Sorry I Haven’t A Clue
  - mit der üblichen Besetzung und Jeremy Hardy
  - Die Begründung der Jury war wie folgt:
    - “Despite its many years on air, this still stands out as a very funny programme – risky, rude, brilliantly written and superbly performed. Humphrey Lyttleton’s comic timing is genius!”[6]
- 2004 – I’m Sorry I Haven’t A Christmas Carol
  - mit der üblichen Besetzung und: Stephen Fry, Andy Hamilton, Jeremy Hardy, Tony Hawks, Sandi Toksvig und Linda Smith.
  - Die Begründung der Jury war wie folgt:
    - “A stunning cast performing a blistering script – only really possible on radio. This show took a long established, very successful format to a higher level – an excellent blend of the regular format and zany style of I’m Sorry I haven’t A Clue with A Christmas Carol.”[7]

Andere Auszeichnungen:
- 1995 – Best Radio Comedy – British Comedy Award
- 1997 – Radio Programme of the Year – British Press Guild
- 1997 – Radio Programme of the Year – Voice of the Viewer & Listener
- 2003 – Radio Programme of the Year – Voice of the Viewer & Listener
- 2003 – Radio Programme of the Year – Television & Radio Industries Club
- 2003 – Spoken Word Award – Best Comedy
- 2005 – Radio Programme of the Year – Television & Radio Industries Club

## Mitwirkende

### Spielleiter
Als Spielleiter fungierte (außer in wenigen Folgen der ersten Staffel) Humphrey Lyttelton, meist mit „Humph“ angesprochen, bis zu seinem Tod im August 2008. Er las das Skript und die Zwischentexte in vollkommen ausdrucksloser Art. Lyttelton sagte dazu, das Geheimnis sei, einfach so zu lesen, als verstehe er überhaupt nicht, was daran witzig sei. Er vermittelte den mürrischen Charakter von jemandem, der lieber ganz woanders wäre, was er dem Umstand zuschrieb, dass er von vier professionellen Komikern umgeben war und keine Chance hatte, etwas einzuwerfen, was der Mühe wert wäre. Manchmal wich er jedoch vom Skript ab und erntete stürmischen Beifall für einen Witz aus dem Stegreif. Die regelmäßigen Mitspieler gaben ihm wesentlichen Anteil an der langen Laufzeit der Show.
Nach Lytteltons Tod und einer Übergangsphase mit wechselnden Spielleitern wird die Sendung seit 2010 von Jack Dee geleitet.

### Spieler
Die regulären Spieler für die meiste Zeit der Showgeschichte waren:
- Graeme Garden war ein Mitglied des I’m-Sorry,-I’ll-Read-That-Again-Teams, aus dem die Show erwuchs und war seit der ersten Folge dabei. Lyttelton beschreibt ihn als sehr trocken, als einen, der seine Zeit abwartet, bevor er eine perfekte Pointe einwirft.[10]
- Barry Cryer leitete die ersten drei Folgen der ersten Staffel, bevor er seinen dauerhaften Sitz als Spieler einnahm. Er wird vom Spielleiter als „Ziegel und Mörtel“ der Show eingeschätzt, einer, der blitzschnelle Einzeiler in jeder Situation liefern kann.[10] Es gibt einen Running Gag in der Show, dass er der schmutzige alte Mann mit einem Alkoholproblem sei.[4]
- Tim Brooke-Taylor war ebenso Mitglied des I’m-Sorry,-I’ll-Read-That-Again-Teams und war auch von Anfang an in der Show. Er ist beim Publikum sehr beliebt und übernimmt den verletzlichen Part.[10] Graeme und Tim haben vorher im Fernsehen in  The Goodies zusammengearbeitet und besonders Tim lässt ab und zu Anspielungen auf diese Show fallen und entlockt dem Publikum so Bravorufe.
- Willie Rushton war ein regelmäßiger Mitspieler von 1974 bis zu seinem Tod 1996. Die anderen Mitspieler erinnern sich liebevoll an seinen verrückten Humor und seine blitzschnellen Wortspiele.[4]

Gastspieler sind in der Show aufgetreten, wenn das Stammteam verhindert war und auch später, um Willie Rushton nach seinem Tod zu ersetzen. Diese waren:
- Bill Bailey
- Max Boyce
- Rob Brydon
- John Cleese (der ein regulärer Mitspieler in der ersten Staffel 1972 war)
- Denise Coffey
- Jack Dee
- Kenny Everett
- Stephen Fry
- Andy Hamilton
- Mike Harding
- Jeremy Hardy
- Tony Hawks
- Harry Hill
- John Junkin
- Phill Jupitus
- Jo Kendall (die eine reguläre Mitspielerin in der ersten Staffel 1972 war)
- Fred MacAulay
- Paul Merton
- Neil Mullarkey
- Ross Noble
- Linda Smith
- Bill Tidy (der Tim Brooke-Taylor während einer Staffel 1990 vertrat)
- Sandi Toksvig[4]

### Musikalische Begleitung
Normalerweise übernimmt Colin Sell die musikalische Untermalung der Spiele. Oft ist er das Ziel des Spotts, wenn sich die anderen über seine Art, Klavier zu spielen, lustig machen, was er gutmütig hinnimmt – er kann nicht antworten, wie er angemerkt hat, da er kein eigenes Mikrofon hat. Zum Beispiel:

“When music experts hear Colin's compositions, they say he could have been another Berlin, Porter, or anybody else employed by the German State Railway.”

„Wenn Musikexperten Colins Kompositionen hören, sagen sie, dass er ein zweiter Berlin, Porter oder sonst jemand hätte sein können, der von der Deutschen Bahn angestellt wurde.“

oder

“We’ve just heard some great news – I’m very pleased to announce that the BBC have arranged a special collection of Colin's entire work … they’ve bagged it up and the council are sending some men round for it on Tuesday.”

„Wir haben gerade große Neuigkeiten erfahren – ich freue mich bekanntgeben zu dürfen, dass die BBC eine Sondersammlung von Colins Gesamtwerk erstellt hat … sie haben sie eingetütet und die Stadt(reinigung) wird einige Männer rumschicken, die es am Dienstag mitnehmen werden.“

Ein Gastpianist, wenn Colin Sell von jemand anderem engagiert wurde und das ISIHAC-Team das Münzenwerfen gewonnen hat, war der ehemalige Bonzo Dog Doo-Dah Band-Mitspieler und Monty-Python-Mitarbeiter Neil Innes oder manchmal Denis King oder Matthew Scott. Humphs ist auch schon zu besonderen Anlässen aufgetreten. Einmal, als Innes einen Gastauftritt hatte, betonte Humphrey dessen musikalische Karriere, um dann zu enden mit: das habe ihn nun dahin gebracht, wo er jetzt ist: er vertritt Colin Sell. Innes spielte dann den Beerdigungsmarsch. Bei einem anderen Auftritt sang Innes zu seiner eigenen Komposition I’m The Urban Spaceman, während einer Runde von "Pick Up Song".
In frühe Folgen spielte Dave Lee das Klavier.

### Kommentar
Der mittlerweile verstorbene Raymond Baxter wurde manchmal herangezogen, um die Mornington Crescent-Runden zu kommentieren.

### Punktezähler
Seit 18. Mai 1985 gibt es eine Person, die die Punkte zählt, deren Job dadurch vereinfacht wird, dass es keine Punkte zu vergeben gibt. Diese Person ist eine fiktive Person, die nur existiert, um andere Spielshows zu parodieren (wie Just a Minute), die Zähler beschäftigen. Diese Rolle wird normalerweise von "the lovely Samantha" ausgefüllt – vielleicht ein Bezug auf Samantha Fox, die ein berühmtes Page Three girl dieser Zeit war. Sie scheint gern auf Humphs linker Hand zu sitzen. Wenn Samantha "nicht zur Verfügung steht", wird ihr Platz vom schwedischen Austauschzähler Sven oder einem gelegentlichen anderen Ersatz, Monica, ausgefüllt. In einer Folge im November 1991 waren sowohl Samantha als auch Sven anwesend, aber sie waren während der Show miteinander beschäftigt und konnten so keine Punkte vergeben.
Am Beginn jeder Show oder bei der Eröffnung bestimmter Runden erklärt Humph den Hörern, was Samantha kürzlich erlebt hat. Diese Kommentare haben die Show bekannt dafür gemacht, mehr und unanständigere Anspielungen zu machen und Zweideutigkeiten zu verwenden als es die BBC sonst je im Fernsehen an einem ähnlichen abendlichen Sendeplatz senden würde, obwohl die Standardantwort der Show ist, dass der Humor lediglich im Kopf des Hörers existiert. In der frühen Karriere von Samantha in ISIHAC erschien ein Brief in der Radio Times, der gegen ihre sexistische und erniedrigende Behandlung in der Show protestierte.
Zum Beispiel:

“She’s looking forward to going out for an ice cream with her Italian gentleman friend. She says she’s looking forward to licking the nuts off a large Neapolitan.”

„Sie freut sich schon darauf, mit ihrem italienischen Bekannten ein Eis essen zu gehen. Sie sagt, sie freut sich darauf, die Nüsse eines großen Neapolitaners zu lecken.“

Und (November 2006):

“She’s popped out to visit an old gentleman friend of hers who's a notorious curmudgeon. However, she finds that if she butters him up properly she can sometimes get him to splash out.”

„Sinngemäß: Sie ist kurz weg um einen befreundeten älteren Herrn zu besuchen, der ein notorischer Geizkragen ist. Sie hat aber festgestellt, dass wenn sie ihn richtig verwöhnt, er ihr sehr wohl viel geben kann.“

Ein anderes Beispiel zeigt, in welchem Ausmaß die BBC diese Beobachtungen über Samanthas Treiben zu veröffentlichen gewillt ist:

“In her spare time, Samantha likes nothing more than to peruse old record shops. She particularly enjoys a rewarding poke in the country section.”

„unktioniert in der Übersetzung nicht: In ihrer Freizeit macht Samantha nichts lieber als alte Plattenläden zu durchstöbern. Sie freut sich besonders über ein erfolgreiches Stochern in der Country-Abteilung.“

In einer Sendung von 1997 sagt Humph folgendes:

“It’s just occurred to me that Samantha hasn’t given us the score … since 1981.”

„Mit fällt gerade auf, dass Samantha uns nicht hat einlochen lassen … seit 1981.“

### Korrespondenz
Ein regulärer Beitrag der Show, immer vor dem Spiel Mornington Crescent, sind die fiktiven Leserbriefe, die immer einen Brief enthalten. Dieser beginnt normalerweise damit, dass Humph sarkastisch die Anzahl der Briefe aufbauscht (z. B., “I notice from the sheer weight of this week’s postbag, we’ve received a little over no letters” [wie ich allein dem bloßen Gewicht des Postsacks entnehme, haben wir diese Woche nur etwas mehr als keinen Brief erhalten] und “I see from the number of letters raining down on us this week that the Scrabble factory has exploded again” (wie ich an der Anzahl der Briefe erkenne, mit denen wir diese Woche überschüttet werden, ist die Scrabble-Fabrik wieder einmal explodiert)). Der Brief ist jede Woche von einer “Mrs Trellis of North Wales”, einer eigenwilligen und überaus produktiven Schreiberin an den Spielleiter. Ihre zusammenhangslosen Briefe beinhalten gewöhnlich eine Verwechslung von Humph mit einem anderen Radio 4-Moderator oder einer anderen Persönlichkeit der Medien und werden zur allgemeinen Belustigung laut vorgelesen.

“A Mrs Trellis of North Wales has written in to complain that the show has ‘an enormous fistful of rampant innuendo rammed into every crack’, but only a truly filthy-minded person would think such a thing.”

“Dear Mr Titchmarsh: This morning I went out to dig up some dandelions and a giant hogweed on my lawn. The filthy beast! Yours faithfully, Mrs Trellis.”

“Dear Mrs McCartney: My, what a terrible mess. You must be kicking yourself.”

„Oh je, was für ein Durcheinander. Sie müssen sich doch in den Hintern beißen.“

“Dear Mr Melly: Here’s a great tip for removing any annoying little hairs that collect in the bath plughole: tempt them up with a carrot and pull them out by their long floppy ears.”

„Wortspiel beruht auf dem Gleichklang von hair (=Haare) und hare (=Hase)“

“Dear Rolf: They say a dog isn’t just for Christmas. How true. You can use it for sandwiches all through January.”

„Man sagt, dass ein Hund nicht nur für Weihnachten sein soll. Wie wahr. Man kann ihn den gesamten Januar für Sandwiches verwenden.“

## Humor
Viele der Spiele sind von sich aus schon lustig und selbst die, die theoretisch ernstzunehmen sein könnten, werden wegen der Lacher gespielt. Der Humor von I’m Sorry I Haven't a Clue schöpft sich hauptsächlich aus Wortspielen der einen oder anderen Art oder das Sich-Lustig-machen über bestimmte Arten zu reden. Zum Beispiel, aus einer Runde, in der es darum geht, Fernsehsendungen zu finden, die sich auf die biblische Zeit beziehen:
- ‘They Think It’s All Jehovah’ (Wordspiel mit “They think It’s all Over”, einer real existierenden Quizshow)
- ‘I Love Lucifer’
- ‘The Exodus Files’ (Wordspiel mit “The X-files” = Akte X)

Der Humor der Sendung hat wenig Bezug zur Außenwelt. Steve Punt nannte sie eine seiner Lieblingssendungen, weil “there’s no points being made or targets being attacked”. (keine Meinungen vertreten werden und nichts angegriffen wird). Gelegentlich werden Ereignisse des Tagesgeschehens aufgegriffen, aber meist nur in improvisierten Nebenbemerkungen. Wenn in der Show auf aktuelles Geschehen Bezug genommen wird, dann in betont harmloser Weise und ohne politische Aussagen. Zum Beispiel wurde einmal das Spiel “Complete George Bush Quotes” gespielt, bei dem die Teams George-Bush-Zitate vervollständigen sollten und sich darüber beklagten, dass ihre Antworten nie so komisch sein könnten wie das Original.
Eine häufige Quelle für den Humor ist die vorgegebene Anwesenheit von etwas oder jemandem, das oder der sichtbar, aber nicht hörbar ist und daher von den Radiohörern nicht erlebt werden kann. Ein Beispiel ist die reguläre Punktezählerin „the lovely Samantha“ (die nie ein Wort sagt), und das Team hat oft viele „hochentwickelte Laser-Punkte-Anzeigen“ über die vergangenen Dekaden testen müssen. In Wirklichkeit sind diese Dinge natürlich fiktiv – die „Lasertafel“ (manchmal auch viel ausführlicher mit mehr Fachbegriffen benannt), die in Spielrunden benutzt wird, in denen ein Team oder beide nicht sehen dürfen, was das Publikum sieht, meistens "Sound Charades" (siehe unten), ist in Wirklichkeit der Produzent, der auf die Bühne läuft und eine große Karte hält, auf der die Wörter geschrieben stehen (den Zuhörern zu Hause über die „mystery voice“ vermittelt). Das erklärt den Witz, der so oft darüber gemacht wird, dass die Anzeigetafel so großzügig von den Gastgebern gesponsert wird. Das Studiopublikum spielt den Witz mit, indem es im entsprechenden Moment Laute der Verwunderung, Applaus, bewunderndes Pfeifen usw. liefert.
Die vermutlich weitentwickeltste Beispiel für diesen Form-versus-Inhalt-Humor war, als Humph bekannt gab, dass sie einen sehr bedeutenden Schauspieler zu Gast hätten, der das Spiel Mornington Crescent mitspielen wolle. Die Spieler spielten erst eine normale Runde des Spiels, um dem Gast die Chance zu geben, sich einzufügen. Mit großer Gesetztheit schritt dann der Gast zum Spielpult und nahm Platz, um seinen ersten Zug zu machen. Als das Spiel begann, gewann der vorletzte Spieler, der letzte der regulären Spieler, in seinem ersten Zug, und verweigerte so dem bedeutenden Gast die Gelegenheit, auch nur einen einzigen Zug zu spielen. Der Spielleiter entschuldigte sich, erklärte aber, dass es sich um eine unumgängliche Möglichkeit des Spiels handele und der Gast verließ das Studio anmutig, ohne je einen Laut geäußert zu haben. Die Show wurde mit Beschwerden über die Behandlung von Alec Guinness überschwemmt, obwohl der "geschätzte Schauspieler" niemals wirklich in der Show gewesen war. Lyttleton gab später bekannt, dass es nie einen Gast gegeben hatte.
Oft werden Musikspiele gespielt. Diese Spiele sind an sich schon albern und die Ergebnisse oft unterhaltsam schrecklich. Sie bestehen oft darin, zwei musikalische Elemente nebeneinander zu stellen, die normalerweise getrennt werden, wie z. B. "One Song to the Tune of Another" oder ein Lied zu spielen, indem nur eine Jazzflöte und ein Kazoo verwendet werden. Dass die Spieler generell nicht wirklich singen können, wird wegen der Lacher gespielt, wie auch die angebliche Unfähigkeit von Colin Sell, Klavier zu spielen.
Selbstabwertung spielt eine wichtige Rolle für den Humor der Show. Oft zieht sich die Show selbst in den Dreck und wird als schlecht abgetan. Zum Beispiel hat Humph einmal am Ende einer Runde gesagt:
- “Nietzsche said that life was a choice between suffering and boredom. He never said anything about having to put up with both at the same time” (Nietzsche sagte, dass das Leben eine Wahl zwischen Leiden und Langeweile darstellt. Er hat nie gesagt, dass man mit beidem gleichzeitig fertig werden müsse.),
- “I’m often prone to bouts of misplaced optimism. This round’s going to be a hum-dinger!” (deutsch: Ich bin oft einem Anfall von unpassendem Optimismus nahe. Diese Runde wird spitze!)
- Eine Eröffnung der Runde, die auf Give Us a Clue (deutsch: Gib uns einen Tipp) basierte, ging so: “Our version differs in two crucial ways from the silent and hilarious original.” (deutsch: Unsere Version unterscheidet sich in zwei entscheidenden Punkten vom ruhigen und wahnsinnig komischen Original.)

Es werden auch ähnliche Shows parodiert. „Celebrity What’s My Line?“ (deutsch: Prominenten-Wer-bin-ich?) zerstörte komplett die Absicht des Originals – den Beruf einer dritten Person zu erraten, indem Ja/Nein-Fragen gestellt wurden. Die Version von I’m Sorry I Haven't a Clue lud eine berühmte Schauspielerin (und Fan der Show) Judi Dench ein. Sie begann mit einer pantomimischen Darstellung ihres Berufs und gab damit den Ratenden einen kryptischen Hinweis (der Radiohörer bekam davon nur eine kurze Stille mit, die von Ausrufen der Spieler und Lachern des Studiopublikums unterbrochen wurde). Danach beantwortete sie scheinbar ernste Fragen der Spieler, die so taten, als würden sie sie nicht kennen. Abgesehen von der Albernheit so zu tun als würde man den Beruf einer Berühmtheit nicht kennen, entsteht der Humor durch die bizarren Fragen der Spieler (z. B., „Sind das Ihre eigenen Haare?“).
Am Ende der Show bat Humph die Teams, Zeitungsausschnitte vorzulesen, die sie mitgebracht hatten, wie es sein Kollege, der Radio 4-Moderator Simon Hoggart in The News Quiz tut. Die Teams lasen die Zeitungsausschnitte, aber nur für sich. Dann folgte ein interessiertes Gemurmel der Teams und großes Gelächter vom Publikum. Das ist ein gutes Beispiel für die Doppeldeutigkeiten, die im Clue-Stil verwendet werden.
Nach über 30 Jahren Sendedauer ist die riesige Menge der Running Gags zu einem der wichtigsten Aspekte der Show geworden, die, selbst wenn sie an sich nicht lustig sind, großes Gelächter beim Studio-Publikum hervorrufen kann.
Der Spielleiter fährt fort, indem er ein paar Hintergrundinformationen zu dem Ort liefert, in dem die Show aufgenommen wird, in die Witze über den Ort eingebaut sind. Zum Beispiel:

“Nottingham is a fine city with a fascinating history. It’s well documented in official records that the city’s original name was ‘Snottingham’, or ‘Home of Snots’, but when the Normans came, they couldn't pronounce the letter ‘S’, so decreed the town be called ‘Nottingham’ or the ‘Home of Notts’. It’s easy to understand why this change was resisted so fiercely by the people of Scunthorpe.”

„Nottingham ist eine schöne Stadt mit einer faszinierenden Geschichte. In offiziellen Dokumenten ist gut dokumentiert, dass der ursprüngliche Name ‚Snottingham‘ oder ‚Heim der Snots‘ war, aber als die Normannen kamen, konnten sie den Buchstaben ‚S‘ nicht aussprechen und ordneten an, die Stadt ‚Nottingham‘ oder ‚Heim der Notts‘ zu nennen. Es ist sehr gut verständlich, warum diese Veränderungen von den Leuten in Scunthorpe heftig abgelehnt wurde. Erklärung: cunt ist eine vulgäre Bezeichnung für das weibliche Geschlechtsteil, so dass die Stadt dann etwa ‚Fotzendorf‘ geheißen hätte.“

Danach werden eine Reihe Runden gespielt, in denen die Teams angeblich gegeneinander antreten. In manchen Spielen treten die Spieler einzeln an, während sie in anderen in Teams zu je zwei Spielern aufgeteilt werden. Die meisten Spiele bestehen in Interaktionen zwischen den Spielern, aber die Team-Spiele tendieren dazu, aus getrennten Leistungen zu bestehen. Obwohl die meisten Spiele so wirken, als endeten sie mit einem Gewinner, geht es in der Show in Wirklichkeit keinesfalls um einen Wettbewerb. Die Punkte werden nicht gezählt und kein Gewinner wird bekannt gegeben. Einigen Spielen fehlt sogar der Anschein eines Wettbewerbs.
Die Runden werden vom Spielleiter eröffnet. Normalerweise schwafelt er ein paar Sätze, anscheinend ziemlich ziellos, bevor er mit einer Anspielung endet, die von der vorhergehenden Geschichte aufgebaut wurde. Jedes einzelne Spiel hat seine eigene Eröffnung. Zum Beispiel wird „One Song to the Tune of Another“ immer durch eine komplexe Analogie erklärt, um den Hörern die Spielregeln deutlicher zu machen.
Die Show geht zu Ende, indem Lyttelton einige Worte vermittelt, die Zeit, Schicksal und Ewigkeit beschwören sollen, von Albernheit untergraben. Zum Beispiel:

“… And so, as the guardsman of time strokes the bearskin of eternity, and the sergeant major of fate orders him back to the barracks to put some clothes on …”

„Und da der Wachmann der Zeit das Bärenfell der Ewigkeit streichelt und der Oberstabsfeldwebel des Schicksals ihn in die Baracken zurückbeordert, damit er sich etwas anzieht …“

oder (27. November 2006):

“… And so, ladies and gentlemen, as the 4x4 of destiny on the level crossing of fate stalls in the path of the speeding freight train of doom, and the signalman of time rushes to fetch his camera …”

„deutsch: Und so, meine Damen und Herren, wenn der Allradantrieb der Vorsehung auf dem Bahndamm des Schicksals auf dem Weg des rasenden Güterzug des Untergangs abstirbt und der Bahnwärter der Zeit losrennt, um seine Kamera zu holen …“

## Format
Die Show folgt grob dem Format einer Standard-Spielshow: der Spielleiter eröffnet die Show mit ein paar witzigen Bemerkungen wie:

“Hello and welcome to I’m Sorry I Haven't a Clue. Tonight, we promise you a nail-biting contest. Which will be followed by a nose-picking contest.”

„deutsch: Hallo und herzlich willkommen zu I’m Sorry I Haven't a Clue. Heute versprechen wir Ihnen einen Wettbewerb, der sie an den Nägeln kauen werden lässt. Hinterher wird es einen Nasebohren-Wettbewerb geben.“

## Sendeliste

### Liste kürzlicher Sendungen
- 50. Staffel (2007) – 12. November – 17. Dezember
- 49. Staffel (2007) – 4. Juni – 15. Juli
- 48. Staffel (2006) – 13. November – 18. Dezember

### Liste alter Sendungen
- 1. Staffel (1972) – 11. April – 4. Juli [13 Folgen]
- 2. Staffel (1973) – 30. April – 23. Juli [13 Folgen]
- 3. Staffel (1974) – 28. August – 2. Oktober [6 Folgen]
- 4. Staffel (1975) – 29. Juli – 16. September [8 Folgen]
- 5. Staffel (1976) – 6. März – 10. April [6 Folgen]
- 6. Staffel (1978) – 22. August – 24. Oktober [10 Folgen]
- 7. Staffel (1979) – 16. Juli – 17. September [10 Folgen]
- Christmas Special (1979) – 24. Dezember
- Christmas Special (1980) – 24. Dezember
- 8. Staffel (1981) – 22. August – 24. Oktober [10 Folgen]
- Christmas Special (1981) – 24. Dezember
- 9. Staffel (1982) – 20. März – 27. März [2 Folgen], 10. April – 22. Mai [8 Folgen]
- 10. Staffel (1983) – 26. Februar – 30. April [10 Folgen]
- 11. Staffel (1984) – 7. April – 9. Juni [10 Folgen]
- 12. Staffel (1985) – 4. Mai – 6. Juli [10 Folgen]
- 13. Staffel (1986) – 26. Juli – 27. September [10 Folgen]
- Christmas Special (1986) – 25. Dezember
- 14. Staffel (1987) – 17. August – 19. Oktober [10 Folgen]
- 15. Staffel (1989) – 7. Januar – 11. März [10 Folgen]
- 16. Staffel (Frühjahr 1990) – 5. Februar – 12. März [6 Folgen]
- 17. Staffel (Herbst 1990) – 17. November – 29. Dezember [7 Folgen]
- 18. Staffel (Sommer 1991) – 22. Juni – 27. Juli [6 Folgen]
- 19. Staffel (Herbst 1991) – 19. Oktober – 7. Dezember [8 Folgen]
- 20. Staffel (Sommer 1992) – 23. Mai – 27. Juni [6 Folgen]
- 21. Staffel (Herbst 1992) – 14. November – 19. Dezember [6 Folgen], 26. Dezember [Compilation]
- 22. Staffel (1993) – 6. November – 11. Dezember [6 Folgen]
- Christmas Special (1993) – 25. Dezember
- 23. Staffel (Sommer 1994) – 28. Mai – 2. Juli [6 Folgen]
- 24. Staffel (Herbst 1994) – 5. November – 10. Dezember [6 Folgen]
- 25. Staffel (Sommer 1995) – 27. Mai – 1. Juli [6 Folgen]
- 26. Staffel (Herbst 1995) – 11. November – 16. Dezember [6 Folgen]
- Christmas Special (1995) – 25. Dezember
- 27. Staffel (Sommer 1996) – 1. Juni – 6. Juli [6 Folgen]
- 28. Staffel (Herbst 1996) – 9. November – 14. Dezember [6 Folgen]
- 29. Staffel (Sommer 1997) – 6. Juni – 12. Juli [6 Folgen]
- 30. Staffel (Herbst 1997) – 8. November – 6. Dezember [6 Folgen], 25. Dezember [Compilation]
- Compilations (1998) – 6. April – 20. April [3 Folgen]
- 31. Staffel (Sommer 1998) – 27. April – 1. Juni [6 Folgen]
- 32. Staffel (Herbst 1998) – 30. November – 4. Januar 1999 [6 Folgen]
- Christmas Special (1998) – 25. Dezember
- Special (1999) – 11. Januar [I’m Sorry I Haven't A Desert Island]
- 33. Staffel (Sommer 1999) – 24. Mai – 28. Juni [6 Folgen]
- 34. Staffel (Herbst 1999) – 8. November – 13. Dezember [6 Folgen]
- Christmas Special (1999) – 25. Dezember
- 35. Staffel (Sommer 2000) – 22. Mai – 26. Juni [6 Folgen]
- 36. Staffel (Herbst 2000) – 13. November – 18. Dezember [6 Folgen]
- 37. Staffel (Sommer 2001) – 28. Mai – 2. Juli [6 Folgen]
- 38. Staffel (Herbst 2001) – 12. November – 17. Dezember [6 Folgen]
- Christmas Special (2001) – 24. Dezember
- Special (2002) – 13. April [30th Aniversity Special]
- 39. Staffel (Sommer 2002) – 20. Mai – 24. Juni [6 Folgen]
- 40. Staffel (Herbst 2002) – 18. November – 23. Dezember [6 Folgen]
- 41. Staffel (Sommer 2003) – 26. Mai – 30. Juni [6 Folgen]
- 42. Staffel (Herbst 2003) – 17. November – 22. Dezember [6 Folgen], 22. Dezember [Compilation], 25. Dezember [I’m Sorry I Haven't A Christmas Carol]
- 43. Staffel – (Sommer 2004) – 31. Mai 2004 – 5. Juli 2004 [6 Folgen]
- 44. Staffel – (Winter 2004) – 6. Dezember 2004 – 27. Dezember 2004 [3 Folgen], 27. Dezember [Compilation]
- 45. Staffel – (Sommer 2005) – 30. Mai 2005 – 4. Juli 2005 [6 Folgen]
- Special (2005) – 1. September [Edinburgh Festival Special]
- 46. Staffel – (Herbst 2005) – 14. November 2005 – 26. Dezember 2005 [6 Folgen], 12. Dezember [Repeat of Edinburgh Festival Special]
- Special (2005) – 24. Dezember [In Search of Mornington Crescent]
- 47. Staffel (2006) – 22. Mai – 26. Juni [6 Folgen]

## Spiele
In I’m Sorry I Haven’t a Clue werden viele unterschiedliche Spiele gespielt. Manche werden recht oft gespielt, aber es gibt dutzende, die nur selten gespielt werden. Ein paar wurden auch nur ein Mal gespielt: Entweder, weil der Witz nur einmal funktioniert oder weil das Ergebnis nicht besonders erfolgreich war.
Beispiele für die beliebteren Spiele wären One Song to the Tune of Another (deutsch: Ein Lied zur Melodie eines anderen), Mornington Crescent (Name einer U-Bahn-Station in London), Sound Charades (deutsch: Geräusch-Scharade) und Cheddar Gorge (Name einer Schlucht in Somerset, Großbritannien).

## Produzenten
Die Show hatte über die Jahre eine Reihe von Produzenten:
- David Hatch
- Simon Brett
- Paul Maihew-Archer
- Paul Spencer
- Jon Magnusson
- Jon Naismith

## BBC AudiobookErscheinungen
- Volume 1 (ISBN 0-563-53679-9)
- Volume 2 (ISBN 0-563-52969-5)
- Volume 3 (ISBN 0-563-52970-9)
- Volume 4 (ISBN 0-563-49462-X)
- Volume 5 (ISBN 0-563-49463-8)
- Volume 6 (ISBN 0-563-49464-6)
- Volume 7 (ISBN 0-563-53684-5)
- Volume 8 (ISBN 0-563-49542-1)
- Volume 9 (ISBN 0-563-50435-8)
- Collection 1 (ISBN 0-563-52850-8) [Vols 1-3]
- Collection 2 (ISBN 0-563-49484-0) [Vols 4-6]
- Anniversary Special ISBN 0-563-52853-2 [Collection of Three programmes: “30. Anniversary Special”, “Sorry I Haven’t A Desert Island”, and the first episode broadcast (11. April 1972).]
- I’m Sorry I Haven’t A Christmas Clue ISBN 0-563-52532-0
- Live ISBN 1-84607-053-8

## WTBS Aufnahmen
Folgen von I’m Sorry I Haven’t a Clue waren in einem Paket von Programmen enthalten, die in 20 U-Bahn-Stationen des BBC's Wartime Broadcasting Service (WTBS) aufbewahrt wurden, hergestellt, um die Öffentlichkeit mit Informationen und moralstärkenden Sendungen für 100 Tage nach einem Atomangriff zu versorgen.